# Corana

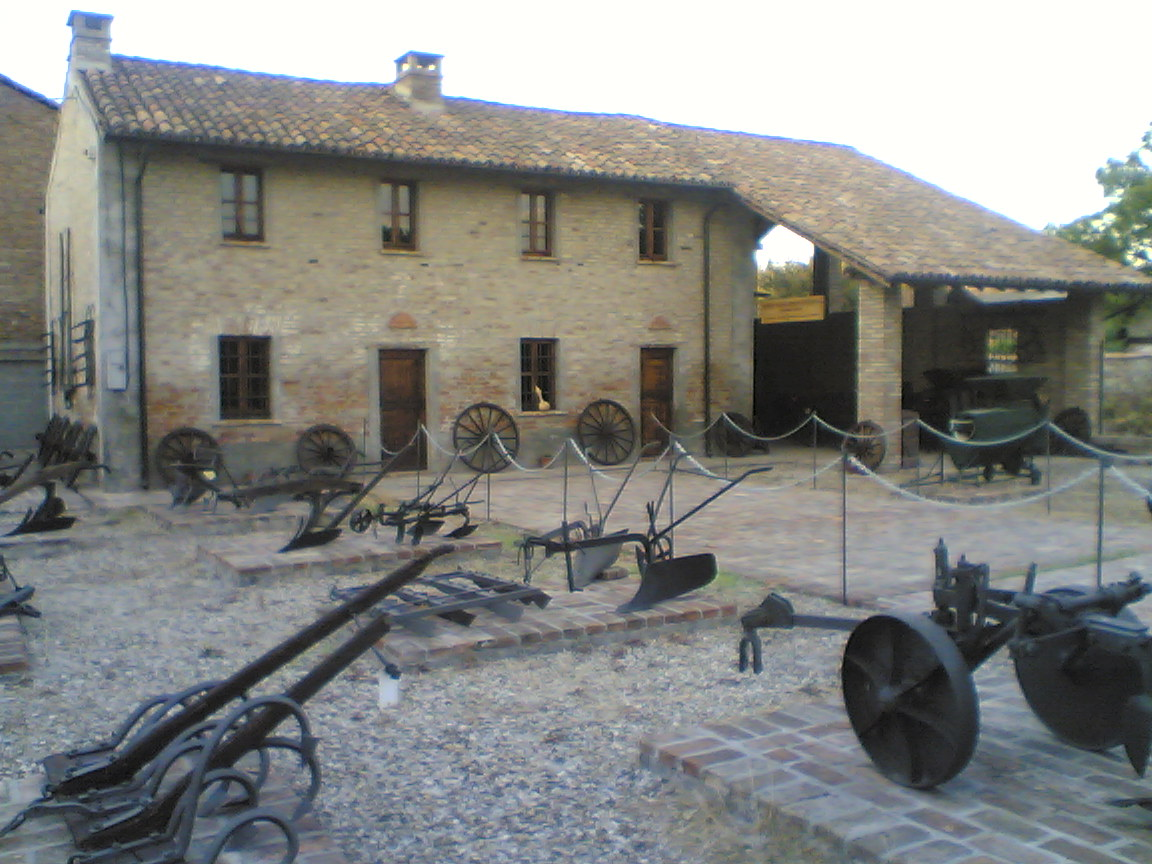

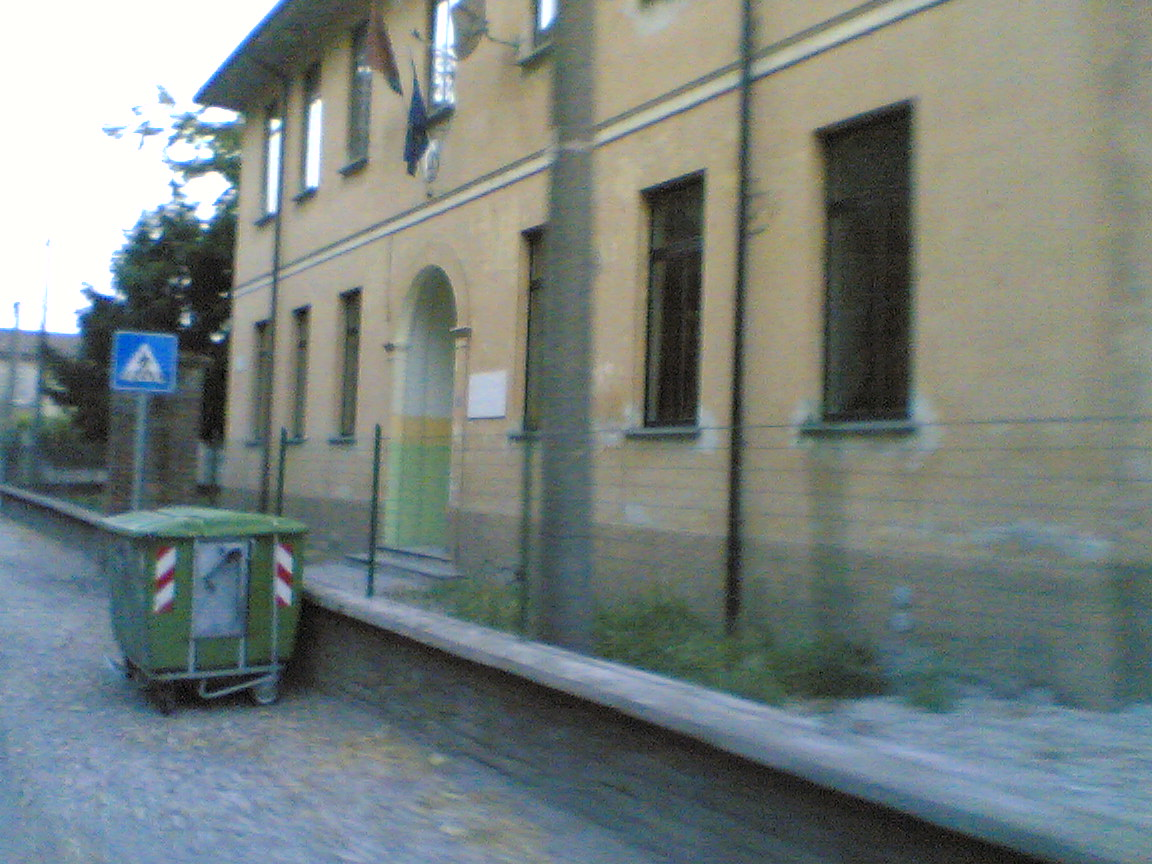

Corana (Curäna in dialetto oltrepadano) è un comune italiano di 748 abitanti della provincia di Pavia in Lombardia. Si trova nella pianura dell'Oltrepò Pavese, presso la riva destra del Po, poco a valle della confluenza del torrente Curone.

## Storia
Corana ebbe particolare importanza nell'alto medioevo, quando era Corte Regia, estesa anche sui territori di Silvano Pietra e Bastida de' Dossi, e comprendente altre corti e castelli. Nell'894 l'imperatore Lamberto II di Spoleto la donò alla madre Ageltrude; e un'altra imperatrice, Adelaide, nel 969 ne fece dono al monastero di San Salvatore di Pavia. Questa proprietà si trasformò ben presto in signoria feudale, che durò molti secoli. Tuttavia altri enti religiosi avevano beni in Corana, in particolare la Mensa arcivescovile di Milano. Nel 1270 la zona di competenza di quest'ultima divenne autonoma, e si costituì in comune a sé, detto "Corana della Mensa"; la zona rimasta sotto la signoria del monastero del Salvatore prese invece il nome di "Corana del Comune", che indica una pluralità di proprietari. Infatti il comune di Corana o Corianum nell'antico nome latino, apparteneva al monastero di San Pietro in Ciel d'Oro, la mensa arcivescovile di Pavia e il monastero di Sant'Agata. Il monastero infatti vi manteneva solo la signoria feudale; la Mensa arcivescovile, invece, nel territorio di sua competenza, univa a tale signoria la pressoché totale proprietà fondiaria. I due comuni erano così disposti: a nord c'era Corana della Mensa, ampiamente estesa nella zona percorsa dal Po, comprendendo l'isola dove ora sorge l'unica frazione di Ghiaie, e anche una zona a nord del fiume, dove si trova Cascinotto Mensa (ora frazione di Pieve Albignola); a sud Corana del Comune, che si estendeva fino alla cascina Campone. Non vi erano però due paesi: questi comuni si spartivano il centro abitato tagliandolo in due, lungo l'attuale strada Silvano-Cervesina.
Il feudo di Corana del Comune venne infeudato dapprima il 24 marzo 1447 al condottiero Angelello di Lavello dal duca Francesco Sforza, approfittando della decadenza del monastero del Salvatore che ne aveva la signoria; ma, ricostituita nel frattempo l'autorità del monastero, esso riuscì a subinfeudare nel 1468 la corte di Corana (con Silvano Pietra e Bastida de' Dossi) ai Bottigella di Pavia (già da tempo feudatari o affittuari di molte terre del monastero), cui rimase fino all'estinzione nel 1690; successivamente il monastero riprese il diretto dominio di Corana del Comune.
Anche la cascina Campone fu un comune a sé, col nome di "Corana del Campone", nell'ambito del feudo di Corana del Comune, cui fu unito nel XVIII secolo.
Finito il feudalesimo nel 1797, i due comuni furono uniti nel 1802.
Nel 1868 la frazione Cascinotto Mensa fu separata da Corana e unita a Pieve Albignola. Nel 1932 fu unito a Corana un piccolo territorio a ridosso dell'abitato, in precedenza appartenente a Silvano Pietra.
Nel frattempo si è andato sviluppando il centro di Ghiaie, situato in quella che un tempo era una vasta isola del Po, detta appunto Isola delle Ghiaie; oggi ha superato per popolazione lo stesso capoluogo.

### Simboli
Lo stemma è stato concesso con decreto del presidente della Repubblica del 27 giugno 1962.
Il gonfalone municipale, concesso con decreto del presidente della Repubblica del 3 febbraio 2017, è costituito da un drappo partito di bianco e di rosso.

## Società

### Evoluzione demografica
Abitanti censiti